# Stefan Steinweg
Stefan Steinweg (nascido em 24 de fevereiro de 1969) é um ex-ciclista alemão. Foi campeão mundial amador em 1991 e campeão olímpico na perseguição por equipes nos Jogos Olímpicos de 1992 em Barcelona, junto com Jens Lehmann, Andreas Walzer e Michael Glöckner.